# 刘志宏 (1960年)
刘志宏（1960年1月—），山西榆次人，汉族，中国共产党党员。中华人民共和国政治人物、第十三届全国人民代表大会山西地区代表。

## 生平
1978年，加入中国共产党。2001年，担任昔阳县委书记、县长。2005年3月，担任晋中市委常委、昔阳县委书记。2005年6月，担任中共晋中市委常委、宣传部部长。2010年5月，担任晋中市委常委、常务副市长。2014年8月，担任晋中市委副书记、市委党校校长。2016年7月，担任中共朔州市委副书记。2016年8月，担任朔州市委副书记、市政府党组书记、代市长。2017年2月，正式当选市长。2017年5月，改任中共运城市委书记。2018年2月24日，当选为第十三届全国人大代表。